# Religija u Španjolskoj
Religija u Španjolskoj zastupljena je s nekoliko vjerskih zajednica.

## Povijest
Do dolaska kršćanstva stanovništvo je štovalo lokalne poganske bogove. Keltska religija bila je raširena u središnjem, sjevernom i zapadnom Pirenejskom poluotoku. Starogrčka kolonizacija zahvatila je južni Pirenejski poluotok i s njom dolazi starogrčka religija. Na jugu i Feničani osnivaju svoje kolonije i s njima svoja božanstva. Dolaskom Rimljana širi se rimska religija. Rubna područja na zapadu imala su tragove mitraizma. Na jugu je bilo malih židovskih zajednica. U ove krajeve kršćanstvo dolazi vrlo rano. 
Pokrštavanje Španjolske je došlo još za rimske vlasti. Pripadala je krugu zapadnog kršćanstva. 410. godine Vizigoti osvajaju ove krajeve, šire se, uspostavljaju kraljevstvo i donose arijansko kršćanstvo (primili ga oko 360.). 587. godine vizigotski kralj Rekared I. preobratio se na katoličanstvo. Arapska osvajanja donijela su islam u ove krajeve. 8. stoljeće zlatno je doba židovske kulture u Španjolskoj. Nakon velike podjele, španjolski kršćani dio su rimokatoličkog svijeta. Zapadni raskol odrazio se da je španjolske kršćane ostavio uz avignonskog papu. Pojava protestantizma nije ovdje ostavila bitna traga. Kršćanska rekonkvista u nekoliko je valova vraćala kršćanstvo kao prevladavajuću vjeru, od 914. do 1250. godine. Granadskim ukazom 31. ožujka 1492. monarsi su zapovijedili izgon židovskih vjernika iz Kraljevine Kastilje i Kraljevine Aragonije, a mnogi (Sefardi) su onda odselili i u hrvatske krajeve. Danas je Španjolska rimokatolička zemlja. Drugi kršćani su inozemni državljani iz Njemačke i Britanije sa stalnim boravištem u Španjolskoj, a islamski su vjernici prebjezi iz sjeverne Afrike, najviše iz Maroka te inih afričkih zemalja. 780.000 imaju španjolsko državljanstvo.

## Vjerska struktura
Procjene koje navodi CIA govore o sljedećem vjerskom sastavu:
- rimokatolici 94%
- ostali kršćani 6%

## Galerija
- Sredozemlje u starogrčko doba.
- Širenje kršćanstva u Europi i na Sredozemlju.
- Kršćanska rekonkvista na Pirenejskom poluotoku.
- Europa u doba velike podjele 1054. godine.
- Religija u Europi, na Sredozemlju i na Bliskom Istoku 1100.
- Zapadni raskol. Pristaše avignonskog (crveno) i rimskog (plavo) pape. 1409. slika se mijenja pojavom pisanskog pape. Zemljovid još nije potpun i točan.
- Religije u Europi 1560.